# Gampsorhynchus
Genre
Gampsorhynchus est un genre de passereaux d'Asie appartenant à la famille des Pellorneidae. Il comprend deux espèces.

## Liste des espèces
D'après la classification de référence (version 5.2, 2015) du Congrès ornithologique international (ordre phylogénique) :
- Gampsorhynchus rufulus – Gampsorin à tête blanche
- Gampsorhynchus torquatus – Gampsorin à collier